# 프로토케라톱스과
프로토케라톱스과(최초의 뿔 달린 얼굴이라는 뜻)는 백악기 후기에 살았던 각룡류 공룡의 한 과이다. 이들은 케라톱스과 공룡과 가까운 관계이며 서로 닮았지만 프로토케라톱스과 공룡들이 일반적으로 더 작고 원시적이다. 프로토케라톱스과는 백악기 후기의 아시아 (네메그트 분지)에서만 발견되었으며 연대는 9960만년에서 7060만년 전 사이이다. 프로토케라톱스 앤드류시(Protoceratops andrewsi)가 전형적인 프로토케라톱스과 공룡이다.
분류군으로서의 프로토케라톱스과는 월터 그레인저와 윌리엄 킹 그레고리가 1923년에 프로토케라톱스 앤드류시만을 포함하는 과로 처음 제안하였다. 그레인저와 그레고리는 프로토케라톱스가 다른 각룡류들과 가까운 관계라는 것을 알아차렸지만 형태가 원시적이어서 독립된 과, 혹은 독립적인 아목으로 취급해야 한다고 보았다. 프로토케라톱스과는 후에 프시타코사우루스과에 속하기에는 분화되었고, 케라톱스과에 속하기에는 원시적인 각룡들을 모두 포함하는 것으로 개념이 확장되었다. 1998년에 폴 세레노는 프로토케라톱스과를 줄기군에 기반한 분지군으로 "트리케라톱스보다 프로토케라톱스에 가까운 모든 코로노사우리아" 로 정의하였다. 세레노의 정의는 프로토케라톱스과를 단계통군으로 만들었으나 이전에 프로토케라톱스과 공룡으로 간주되던 공룡들 중 일부를 (예를 들어 렙토케라톱스와 몬타노케라톱스) 프로토케라톱스과에서 제외시키는 결과를 낳았다. 이렇게 제외된 속들은 북아메리카에 주로 서식하던 렙토케라톱스과로 현재 분류되곤 한다.
세레노는 2000년 논문에서 프로토케라톱스과에 프로토케라톱스, 바가케라톱스, 그리고 그라킬리케라톱스 세 속을 포함시켰다. 이들이 공유하고 있는 특징들로는 띠 모양의 부안와돌기(paroccipital process)와 작은 후두과(occipital condyle), 그리고 위쪽 끝이 휘어져 있는 전치골(predentary) 등이 있다. 프로토케라톱스와 바가케라톱스 (그리고 프로토케라톱스과는 아니지만 렙토케라톱스도)는 마루뼈에 화살 모양으로 솟아 올라 있는 부분 (시상릉 矢狀稜 sagittal crest) 을 가지고 있다. 최근에 발견된 몇몇 속들오 프로토케라톱스과에 속할 수 있다. 2003년에 블라디미르 알리파노프는 새로운 각룡류의 과인 바가케라톱스과에 바가케라톱스와 플라티케라톱스, 라마케라톱스, 그리고 브레비케라톱스를 포함시켰다. 하지만 세레노의 계통발생학적 정의를 따르자면 알리파노프의 바가케라톱스과는 프로토케라톱스과의 하위 분지군이 된다.